# Oleg Grebnev
Oleg Grebnev   (Volgograd, 4 de febrer de 1968) és un jugador d'handbol rus, ja retirat, que va competir durant la dècada de 1990.
El 1992, com a membre de l'Equip Unificat, va prendre part en els Jocs Olímpics d'Estiu de Barcelona, on guanyà la medalla d'or en la competició d'handbol. Quatre anys més tard, als Jocs d'Atlanta, formant part de la selecció russa, fou cinquè en la mateixa competició.
En el seu palmarès també destaquen tres medalles al Campionat del món d'handbol, d'or el 1993 i 1997 i de plata el 1999; així com tres medalles al Campionat d'Europa, d'or el 1996 i de plata el 1994 i 2000.
A nivell de clubs jugà al Caustic de Volgograd, el CSKA Moscou, amb qui guanyà la lliga soviètica de 1987, la Copa d'Europa de 1988 i la Recopa d'Europa de 1987, el Fransisco Hollanda, el Cadagua Galdar, l'HSV Dusseldorf i el BM Ciudad Real, amb qui guanyà la Recopa d'Europa de 2002.